# Visarma
Una visarma o guisarma és un tipus de llança el ferro de la qual posseeix d'un costat una forma de falç o semi dalla a partir de la qual es projecta una fulla aguda paral·lela a la seva asta. El mot prové del francès antic wisarme o guisarme, que sembla venir del fràncic wis, arm, ‘guia, braç'.
Desambiguació etimològica: Abans del segle xvi, i a partir dels literats vuitcentistes, es pot trobar visarma per a designar les destrals de doble tall denominades arcaicament bipennis (bipennes).
A més, es pot també trobar el terme visarma fent referència a llances enastades de la família dels glavis de ferros de fulla gran amb doble tall

## Orígens
La visarma pot ser una evolució d'eines camperoles com la dalla o el rozón (en castellà) es creu que el seu desenvolupament es va fer a França o Anglaterra -cada especialista d'aquests respectius països la hi atribueix, o bé amb el nom de guisarme o bé amb el de Bill-Hook (en anglès) -, pel segle XI.

## La visarma en la Història
La visarma va ser una arma suposadament emprada al principi per lleves —com diuen de gairebé totes les armes d'asta que contenen alguna forma similar a eines camperoles—, però es van popularitzar perquè les feien servir els cossos d'infanteria anglesos del segle XIV i els arquers francesos del segle xv. Per aquest esguard, sembla que la versió francesa (fins i tot es va dir durant un cert temps es digué guisarmier als arquers) és la més probable perquè hi ha molts problemes etimològics i de traducció amb la família d'armes d'asta de fulla multiforme, com: bill, bill-hook, guisarme, bisarme, partisane, partisan, glaive, voug(u)e, voulg(u)e, fauchard, alabarda, etc. Per això, algunes de les narracions històriques fan referència a una altra mena d'arma o bé es tradueixen erròniament. En definitiva, aquesta arma, que fou emprada sobretot als dos països abans esmentats, va servir com a arma de defensa de tropes del carrer o d'arquers o les dues coses, i consistia en un "ganxo" i una "punxa" agafats a una asta de prop de dos metres, no més.

## Morfologia
La característica principal d'aquesta arma d'asta de fulla "composta" està en la seva funcionalitat, la d'enganxar i derrocar (ganxo) i la d'atacar a ferir punyint (punxa). Aquest va ser el seu primer ús i primera evolució. Més tard es va començar a afegir pues més petites que sobresortien del tall corbat tradicional per a assegurar-se "l'agafada" en els cops -evitar de sortir desviada per escuts i armadures-, més que per produir un major dany. Però això es va anar fent sense canviar la forma primitiva de punxa llarga en l'aturall i ganxo que surt del "ferro" de la llança a manera de serpentina.
Per a aclarir-ho més, cal dir que en anglès es denomina actualment aquesta arma com bill-hook o bill-guisarme, i quan no té la pûnxa superior la deixen pel seu nom, "guisarme". En francès, sí que diferencien més la seva procedència morfològica, prové del fauchard - faux de guerre (dalles de guerra), i rep el nom de "guisarme" la que es presenta en aquest article.
En referència a la seva longitud "pràctica", normalment aquest tipus d'armes d'asta de melé tenien la llargada parella a la d'un home amb el seu braç estès cap amunt, per a assegurar-se que canviant de costat a costat la llança la seva longitud no interferís en el seu ús. Cal recordar que aquest tipus d'armes precedeix a l'ús de llances llargues de grans formacions de segles posteriors. Per això, si prenem la mitjana d'altura d'un infant anglès de la Baixa Edat Mitjana (entre 170 i 180 centímetres) aquesta mena d'armes devia fer entorn dos metres passats.